# Panòptic

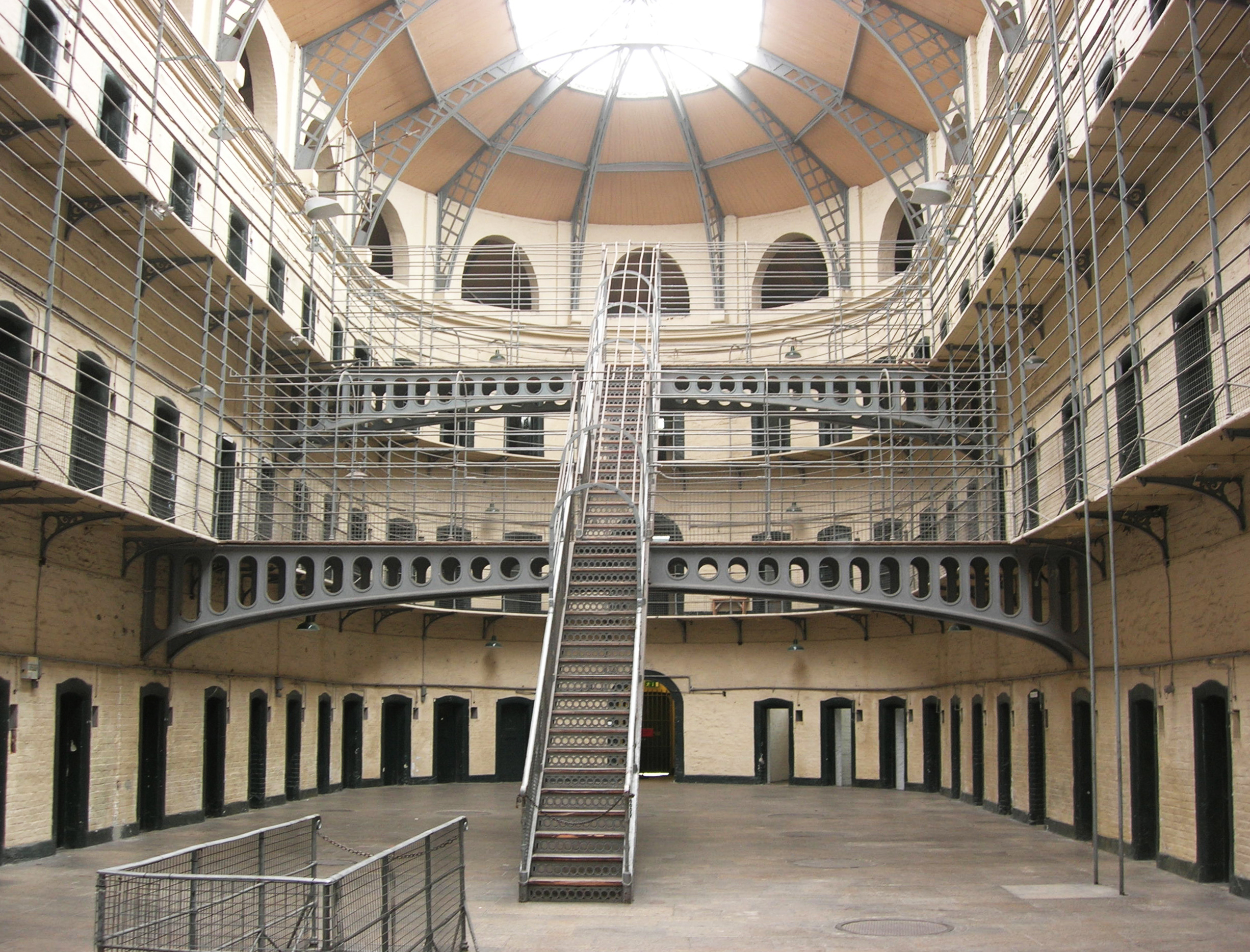
Kilmainham Gaol, Irlanda. Pati interior victorià

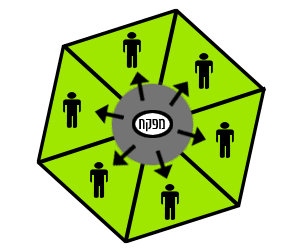
Esquema que representa el principi de funcionament del panòptic

El panòptic (anglès: panopticon; del grec pan-, 'tot' i -opticon, del verb per 'observar') és un sistema teòric de visibilitat dissenyat pel filòsof utilitarista i teòric social Jeremy Bentham. Inicialment, es va idear com un sistema de vigilància per a presons més racionalistes. El disseny comprèn una estructura circular amb una "casa d'inspecció" situada al seu centre, des de la qual els encarregats de la institució penal són capaços de controlar els reclusos, que se situen al voltant del perímetre del seu punt d'observació. Bentham no sols tenia les presons al cap quan va dissenyar el panòptic, sinó que el veia aplicable a hospitals, llars de caritat i manicomis, si bé es va concentrar en dissenys per a presons. Tanmateix, la idea del panòptic no va ser aplicada a un edifici real fins després de la seva mort. Moltes presons anomenades model segueixen l'esquema de Bentham, com pot ser la Presó Model de Barcelona.

## Panòptic Modern
És un tipus d’organització que té com a fi exercir la disciplina; es tracta dels nous mecanismes de vigilància per a la canalització productora i autocoaccionadora de la conducta social programada. Per mitjà de noves tecnologies de la informació, es transforma en un estat de vigilància permanent, controlat de diverses formes a l'individu sense que aquest ho sàpiga.
Foucault plantejava que abans el poder es trobava en una sola persona; aquesta era l’única encarregada d’exercir les lleis i fer-les complir. Estava sota les directrius d’un monarca o rei. «En aquest model disciplinari modern, l’exercici del poder no té cara, perque qualsevol persona pot ser representant del poder central per a vigilar a la resta». No importa qui vigila. Tots poden ser vigilants perque aquests, al seu torn, seran sempre vigilats per tots els superiors, i així successivament fins a arribar al manteniment de l'ordre.
Els dos fonaments que determinen les formes en què s’exerceix el panòptic modern són la imatge i la llum. La llum va permetre que la càmera tingui una millor visió de la imatge o punt que es desitja vigilar. La millor vigilància en l'actualitat és la que es dona per mitjà de les càmeres i satèl·lits que capten imatges de tot el que existeix a la superfície del planeta. Els càmeres s’han instaurat com un element més de la nostra vida quotidiana. Sempre ha d’haver-hi una imatge visible de la persona vigilada. Les noves tecnologies de la informació i la comunicació, junt amb l’activa presència de les càmeres de vigilància-on tots veuen i són vistos a la vegada-, es tornen més complexos i poderoses eines de vigilància panòptica; en vies de flux de comportament de les persones.
Gràcies al panoptisme les fronteres al ciberespai es difonen formant un nou model d’estat. Un estat mundial amb la seva pròpia policia i amb el seu propi temps, ja que es converteix en una cosa relativa i virtual, deixa de ser real. Es perd la noció de què és real i què no. On la xarxa possibilita l’interconnexió entre milions de persones, sigui quin sigui el seu origen, sexe, ètnia o nació. Aquest model de vigilància pren força al món des dels esdeveniments de l’onze de setembre del dos mil u.
Els estats més poderosos es creen complexes i determinades xarxes d’intel·ligència per a controlar la societat. Centenars de satèl·lits en òrbita ens espien des de molt lluny de l’òrbita terrestre per oferir-nos dades meteorològiques o indicar-nos la nostra ubicació o ruta a seguir al nostre GPS. Programes com ECHELON, ENFOPOL se serveixen de satèl·lits per treballs d’espionatge: interceptar les comunicacions fetes a través dels mòbils, ràdio, i inclús internet, tal com fa el software CARNIVORE.

## Crítica de Michel Foucault
La visibilitat panòptica fou analitzada críticament amb posterioritat pel filòsof francès Michel Foucault, especialment en la seva obra Surveiller et Punir: Naissance de la prison, de 1975. Segons Foucault, tots els principis que conformen els canvis de les relacions de poder entre l'estat i els seus habitants (biopolítica) es troben concentrats en el panòptic. Segons Foucault, l'efecte més important del panòptic és el d'induir en el reclús un estat conscient i permanent de visibilitat que garanteix el funcionament automàtic del poder, sense que aquest poder s'hagi d'exercir de manera directa contínuament, ja que el presoner no pot saber quan està sent vigilat i quan no. El panòptic serviria també de laboratori de tècniques per a modificar la conducta o reeducar els individus, de manera que no sols és un aparell de poder, sinó també de saber. Foucault empra també la idea del panòptic com a metàfora d'una nova manera de comprendre les relacions de poder i les jerarquies en l'estat modern.

## Sistemes de vigilància electrònica
El model de presó panòptica de Jeremy Bentham s'ha utilitzat per a analitzar la vigilància en diversos contextos: el lloc de treball, l'administració governamental o el consum, entre d'altres. A remarcar que en el model de Bentham, s'utilitzen unes persianes de fusta a través de les quals els funcionaris que vigilen els presos són invisibles per aquests. Per tant, en aquest cas també, els individus no tenen cap espai d'intimitat on amagar-se i no saben quan estan sent observats. El raonament de Bentham era que els presoners, en no saber si eren o no observats, estaven obligats a pensar que els vigilaven en tot moment i per tant, l'obediència era l'única opció racional que tenien.
Podem relacionar el model panòptic amb la invisibilitat de la vigilància electrònica, el seu caràcter automàtic o la implicació dels individus en la seva pròpia vigilància. Aquesta última implicació la podem veure en la radiotelemetria o etiquetament electrònic que permet a alguns delinqüents fer vida normal amb un dispositiu informatitzat que els obliga a mantenir contacte amb algun tipus de control central. Per tant, el portador del dispositiu està vigilat de manera potencialment constant alhora que participa en el procés sense poder verificar-lo.
Una altra aplicació actual podria ser el National Crime Information Center (NCIC), un sistema nacional informatitzat on s'arxiven tots els expedients criminals dels Estats Units. L'esquema de l'arxiu és panòptic pel simple fet que el fitxer substitueix la presó i tot el sistema policial actua com a guardià d'aquesta. En l'actualitat, la connexió de registres entre bases de dades diferents es dona molt i això genera sistemes informatitzats de gran format com la base de dades de la CIA o l'FBI. Concretament, les agències de recaptació fiscal són les principals recopiladores de dades personals que després utilitzen per a identificar els qui no fan la declaració de la renda o els qui declaren menys del que els tocaria per llei.